# Новосветловка (Николаевская область)
Новосве́тловка (укр. Новосвітлівка) — село в Веселиновском районе Николаевской области Украины.
Население по переписи 2001 года составляло 1410 человек. Почтовый индекс — 57055. Телефонный код — 5163. Занимает площадь 3,261 км².

## История
Лютеранско-реформаторско-баптиское село Рорбах, основано в 1809 году 95 семьями из Эльзаса, Бадена, Пруссии, Вюртемберга.
В 1946 году указом ПВС УССР село Рорбах переименовано в Новосветловку.

## Местный совет
57055, Николаевская обл., Веселиновский р-н, с. Новосветловка, ул. Ленина, 115